# Ngữ tộc Berber
Ngữ tộc Berber hay ngữ tộc Amazigh (tên Berber: ⵜⴰⵎⴰⵣⵉⵖⵜ) Tamaziɣt /tæmæˈzɪɣt/ hay Tamazight /θæmæˈzɪɣθ/ là một nhóm gồm các ngôn ngữ và phương ngữ liên quan chặt chẽ đến nhau, nguồn gốc tại Bắc Phi.
Ngôn ngữ Berber có một lượng người nói lớn ở Algérie và Maroc, và một lượng người nói nhỏ hơn tại Libya, Tunisia, bắc Mali, bắc Niger, bắc Burkina Faso, Mauritanie, và ở ốc đảo Siwa thuộc Ai Cập. Ngoài ra, còn có những cộng đồng người nhập cư nói ngôn ngữ Berber tại châu Âu. Năm 2001, Berber trở thành ngôn ngữ quốc gia của Algérie, và năm 2011, trở thành ngôn ngữ chính thức của Maroc. Năm 2016, nó được công nhận là ngôn ngữ chính thức của Algérie, sau nhiều năm bị xem nhẹ.
Ngữ tộc Berber là một nhánh của ngữ hệ Phi-Á, đã được ghi nhận từ thời kỳ cổ đại. Số người Berber cao hơn nhiều so với số người nói ngôn ngữ Berber. Phần lớn người dân vùng Maghreb có tổ tiên Berber. Ví dụ như tại Algérie, đa phần dân cư là người Berber bị Ả Rập hóa.
Có một phong trào nhằm chuẩn hóa các ngôn ngữ Bắc Berber thành một ngôn ngữ chuẩn. Cái tên Tamazight, ban đầu là tên của vùng Atlas và Rif, nay thường được dùng để chỉ thứ tiếng Berber chuẩn hóa này, hay thậm chí cả nhóm Berber, gồm cả Tuareg-Berber.